# White City (Kansas)
White City es una ciudad ubicada en el condado de Morris el estado estadounidense de Kansas. En el año 2010 tenía una población de 618 habitantes y una densidad poblacional de 193,13 personas por km².

## Geografía
White City se encuentra ubicada en las coordenadas 38°47′43″N 96°44′12″O / 38.79528, -96.73667 (38.795216, -96.736657).

## Demografía
Según la Oficina del Censo en 2000 los ingresos medios por hogar en la localidad eran de $36,136 y los ingresos medios por familia eran $39,423. Los hombres tenían unos ingresos medios de $29,000 frente a los $18,000 para las mujeres. La renta per cápita para la localidad era de $14,603. Alrededor del 7.2% de la población estaban por debajo del umbral de pobreza.